# Адашени (Ботошани)
Адашени (рум. Adășeni) насеље је у Румунији у округу Ботошани у општини Адашени. Oпштина се налази на надморској висини од 188 m.

## Становништво
Према подацима из 2002. године у насељу је живело 1173 становника, од којих су сви румунске националности.